# 夫婦再旅
『夫婦再旅』（ふうふふたたび）はBS日テレで2016年10月13日から2017年3月30日まで放送された旅番組。

## 出演者
旅人
- 旅をする有名人夫婦

ナレーション
- 林原めぐみ

## 放送リスト
| 1 | 10月14日 | 清里・軽井沢 | 勝野洋・キャシー中島夫妻 |
| 2 | 10月20日 | 箱根         | 谷隼人・松岡きっこ夫妻   |
| 3 | 11月10日 | 熊野三山     | 西岡徳馬夫妻             |
| 4 | 11月24日 | 熱海         | 三船和子・緒方龍美夫妻   |
| 5 | 12月1日  | 草津         | 桑山哲也・藤田朋子夫妻   |
| 6 | 12月22日 | 水上         | 佐藤弘道夫妻             |

| 7  | 1月12日 | 京都 白川郷 | 村井國夫・音無美紀子夫妻 宮川大助・宮川花子夫妻 |
| 8  | 1月19日 | 千葉・外房  | 目黒祐樹・江夏夕子夫妻                          |
| 9  | 1月26日 | 伊豆        | 田中美奈子・岡田太郎夫妻                        |
| 10 | 2月2日  | 尾道        | 清水圭・香坂みゆき夫妻                          |
| 11 | 2月23日 | 伊香保      | 奈美悦子・並川博夫妻                            |
| 12 | 3月2日  | 鎌倉        | 小倉一郎夫妻                                    |
| 13 | 3月23日 | 伊豆大島    | 藤田弓子・河野洋夫妻                            |
| 14 | 3月30日 | 勝浦        | 村野武範夫妻                                    |

## スタッフ
- 構成：森本雅也、村田秀勝
- CAM：竹内浩司
- 音声：井口雅夫
- 編集：中西雅照、平子雄二
- MA：降旗直人
- 音効：岡田淳一
- 制作協力：テイクランド、イカロス、CALORS
- CG：松下剛士
- 制作デスク：村田明美
- TK：坂本明子
- 制作進行：山崎麻里江、松尾龍平
- ディレクター：鈴木潤一郎
- 演出・プロデューサー：小俣猛
- プロデューサー：榎元美由紀、大澤裕二、島田勇夫、柴田雅美
- チーフプロデューサー：玉井浩
- 制作協力：日テレアックスオン、全力カンパニー
- 制作著作：BS日テレ

## 放送時間
- 木曜 20:00 - 20:54